# قفل‌گذاری دو مرحله‌ای
قفل‌گذاری دو مرحله‌ای(به انگلیسی: Two-phase locking) یا تو-پی‌-ال (به انگلیسی: 2PL) در پایگاه‌داده و در پردازش تراکنش تکنیک کنترل همروندی است که توالی پذیری را تضمین می‌کند. در این روش از قفل کردن تراکنش (مثلا زمانی که هم‌پوشانی وجود دارد) استفاده می‌کند.
پروتوکل تو-پی-ال دو مرحله دارد که خود را اعمال و حذف می‌کند:
۱- فاز گسترش: قفل به تراکنش اعمال و حفظ می‌شود.
۲- فاز کاهش: همه قفل‌ها از بین می‌روند و هیچ قفلی باقی نمی‌ماند.
قفل دو مرحله‌ای به دلیل قفل‌گذاری‌های متعدد مشکل بن‌بست را دارد.